# Luci Atili (qüestor 216 aC)
Luci Atili (en llatí: Lucius Atilius) va ser un magistrat romà del segle iii aC. Formava part de branca plebea de la gens Atília.
Va ser qüestor l'any 216 aC, i va morir en la batalla de Cannes en aquell mateix any.